# Monochaetum uribei
Monochaetum uribei är en tvåhjärtbladig växtart som beskrevs av John Julius Wurdack. Monochaetum uribei ingår i släktet Monochaetum och familjen Melastomataceae. Inga underarter finns listade i Catalogue of Life.